# Бідна Маша
«Бідна Маша» (рос. «Бедная Маша») — російський радянський художній фільм 1981 року режисера Миколи Александровича.

## Сюжет
Молоді інженери будують дорогу, а вечорами репетирують у театрі. Медсестра Маша, щоб перевірити істинність почуттів свого обранця Костянтина, повідомляє своїй подрузі «по секрету», що вагітна…

## У ролях
- Тамара Акулова
- Олег Штефанко
- Амаяк Акопян
- Світлана Петросьянц
- Станіслав Садальський
- Лариса Кузнєцова
- Клара Лучко
- Микола Трофімов
- Всеволод Шиловський

## Творча група
- Автор сценарію: Олександр Хмелик
- Режисер-постановник:  Микола Александрович
- Оператор-постановник: Лев Бунінов
- Художниця-постановниця: Валентіна Гордєєва
- Композитор: Олександр Журбин
- Авторка тексту пісень: Юрія Ентіна
- Звукооператори: Наум Боярський
- Режисерка: Наталя Павлова
- Операторка: Ірина Сафронова
- Асистенти режисера: Володимир Кондрашов, Тетяна Капліна
- оператора: Володимир Боков
- звукооператора: Марина Чекваськін
- Монтажерка: Галина Шмованова
- Музична редакторка: Наталя Дружініна
- Директор картини: Юрій Смірнов